# Енива
Енива (јап. 恵庭市) град је у Јапану у префектури Хокаидо. Према попису становништва из октобра 2013. у граду је живело 68.883 становника.

## Становништво
Према подацима са пописа, у граду је октобра 2013. године живело 68.883 становника.